# Clare Daly
Clare Daly, née le 16 avril 1968 à Newbridge, est une femme politique irlandaise, membre des Indépendants pour le changement. Elle est députée européenne de 2019 à 2024 et a auparavant été députée irlandaise de 2011 à 2019.
Elle défend le régime syrien de Bachar el-Assad, le régime de Vladimir Poutine, nie le génocide Ouïghour par le régime chinois et est accusée de faire de la propagande pour ces États autoritaires. Elle dénonce la répression du pouvoir israélien  contre les civils palestiniens.

## Biographie
Elle est une Teachta Dála, soit une députée au Dáil Éireann, entre 2011 et 2019. Elle est députée européenne depuis 2019.
Elle fait de la désinformation et diffuse la propagande du régime de Vladimir Poutine,,, le régime de Bachar el-Assad, dont elle nie les crimes, y compris les attaques chimiques. Elle diffuse de la propagande conspirationniste contre les Casques blancs, secouristes syriens. Elle défend le propagandiste et criminel syrien Fares Shehabi.
Ses voyages et observations de complaisance dans des états autoritaires lui valent des sanctions du Parlement européen. Ses déclarations sur le vol MH17, abattu par la Russie, et ses efforts pour arrêter les sanctions à l'encontre de la Russie, aux côtés de Mick Wallace, créent des tensions dans son groupe politique.
Clare Daly reprend également la propagande du régime chinois,, notamment concernant le déni du génocide culturel des Ouïghours,,.
En 2022, son refus de condamner l'invasion de l'Ukraine par la Russie suscite une polémique dans les médias. L'Ukraine l'ajoute à sa liste des propagandistes pro-Kremlin,. En 2023, elle accuse la présidente de la Commission européenne Ursula von der Leyen de soutenir la guerre d'Israël dans la bande de Gaza, qui vise les terroristes islamistes du Hamas mais provoque de nombreuses victimes civiles. Daly la qualifie de « Frau Genocide ».
Lors des élections européennes de 2024, elle perd son siège au Parlement européen. Elle obtient de mauvais résultats lors de l'élection, malgré le soutien de personnalités comme Susan Sarandon et Annie Lennox. Elle refuse de parler aux journalistes de RTÉ et affirme « Ce résultat ne constitue pas un rejet de ces idées. Le fait que l’establishment se soit manifesté avec une telle force pour nuire à mes chances de réélection témoigne du succès et de la portée du travail que nous avons accompli ».